# Cavall balancí

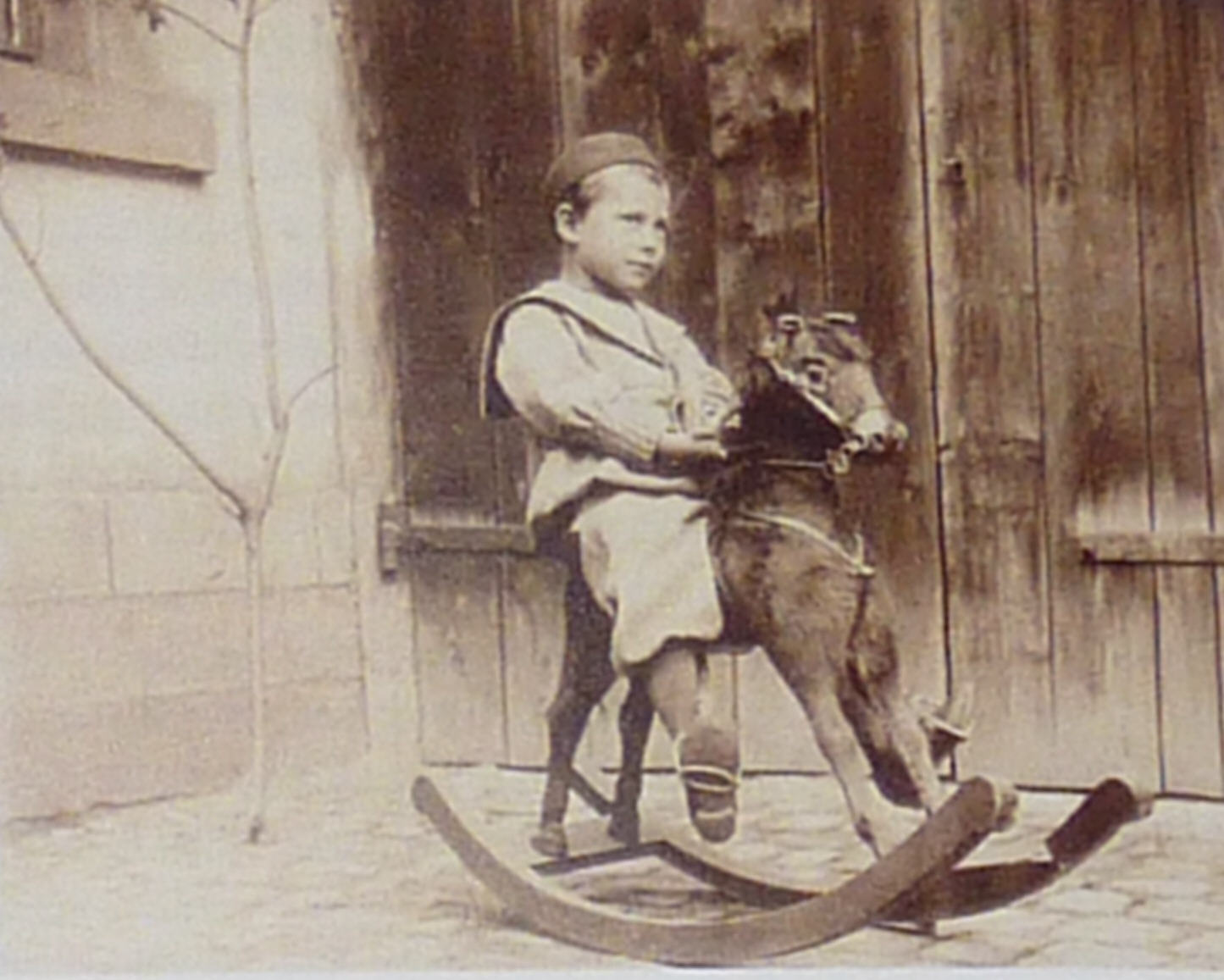
F.A. Kaufmann damunt un cavall al

Un cavall balancí és un cavall de joguina amb les potes del davant unides a les del darrere per dos arcs que permeten de gronxar l'infant que hi seu. El balancí també pot tenir forma d'altres animals: vaca balancí, os balancí, elefant balancí.
Tradicionalment els cavalls eren fet de fusta, n'existeixen també amb arcs metàl·lics o de plàstica. Els primers cavalls balancins documentats daten del segle xvii i exemplars antics són molt estimats per col·leccionistes i per museus com ara el Museu del Joguet de Catalunya. Al Victoria and Albert Museum de Londres es troba un dels exemplars més antics coneguts (±1610) fet de fusta d'om a Escòcia o Anglaterra, que hauria pertangut al jove rei Carles I (1600-1649). La seva edat sí que és segur, però la provinença reial queda hipotètica.

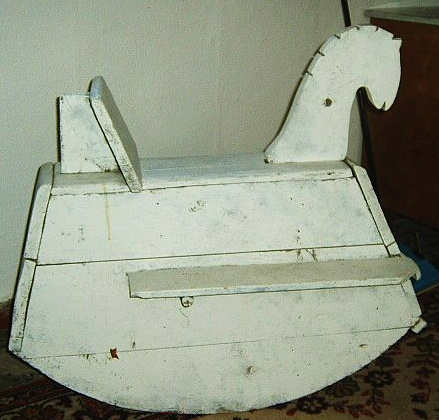
una versió senzilla
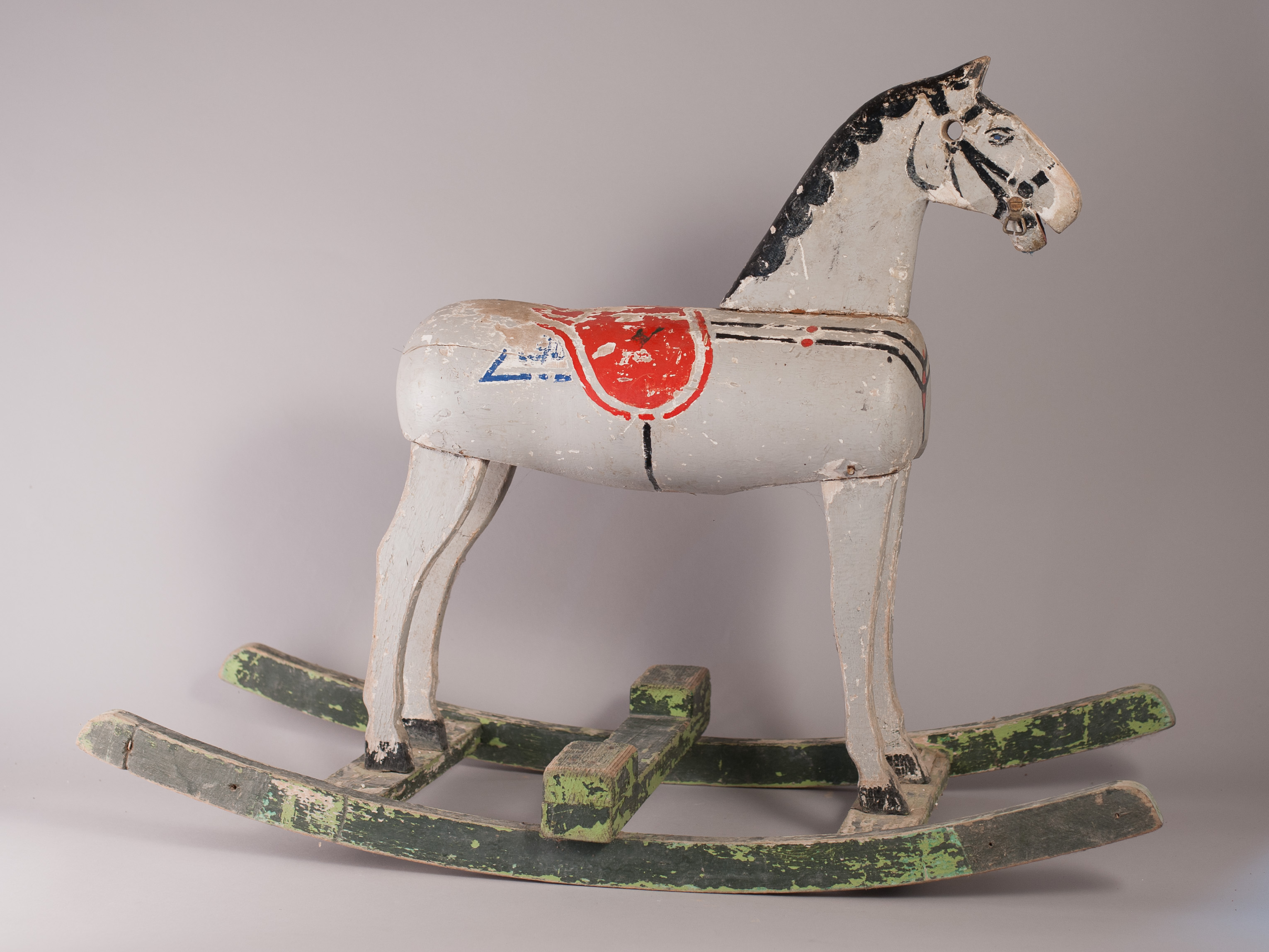
cavall de fusta
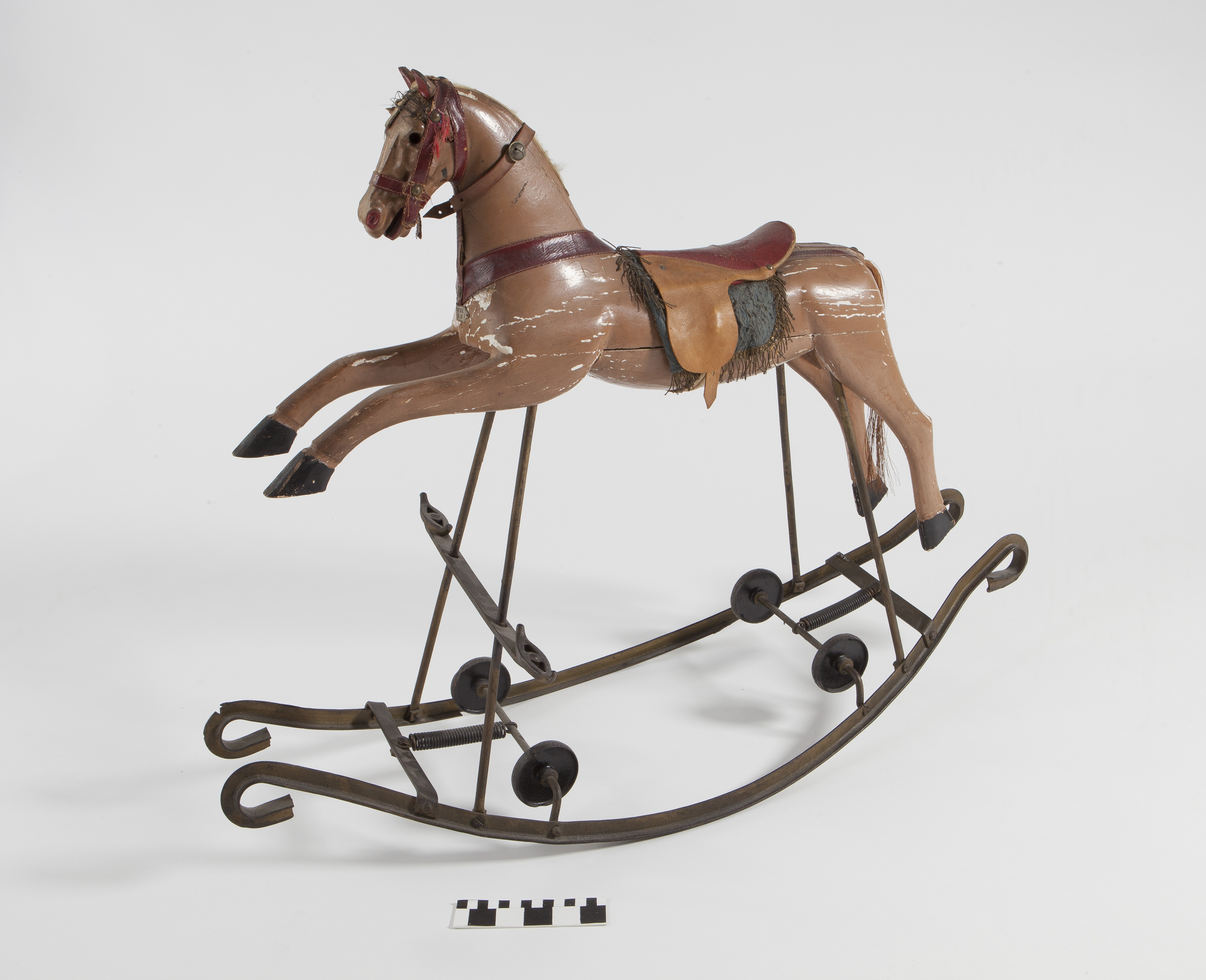
amb arcs metàl·lics
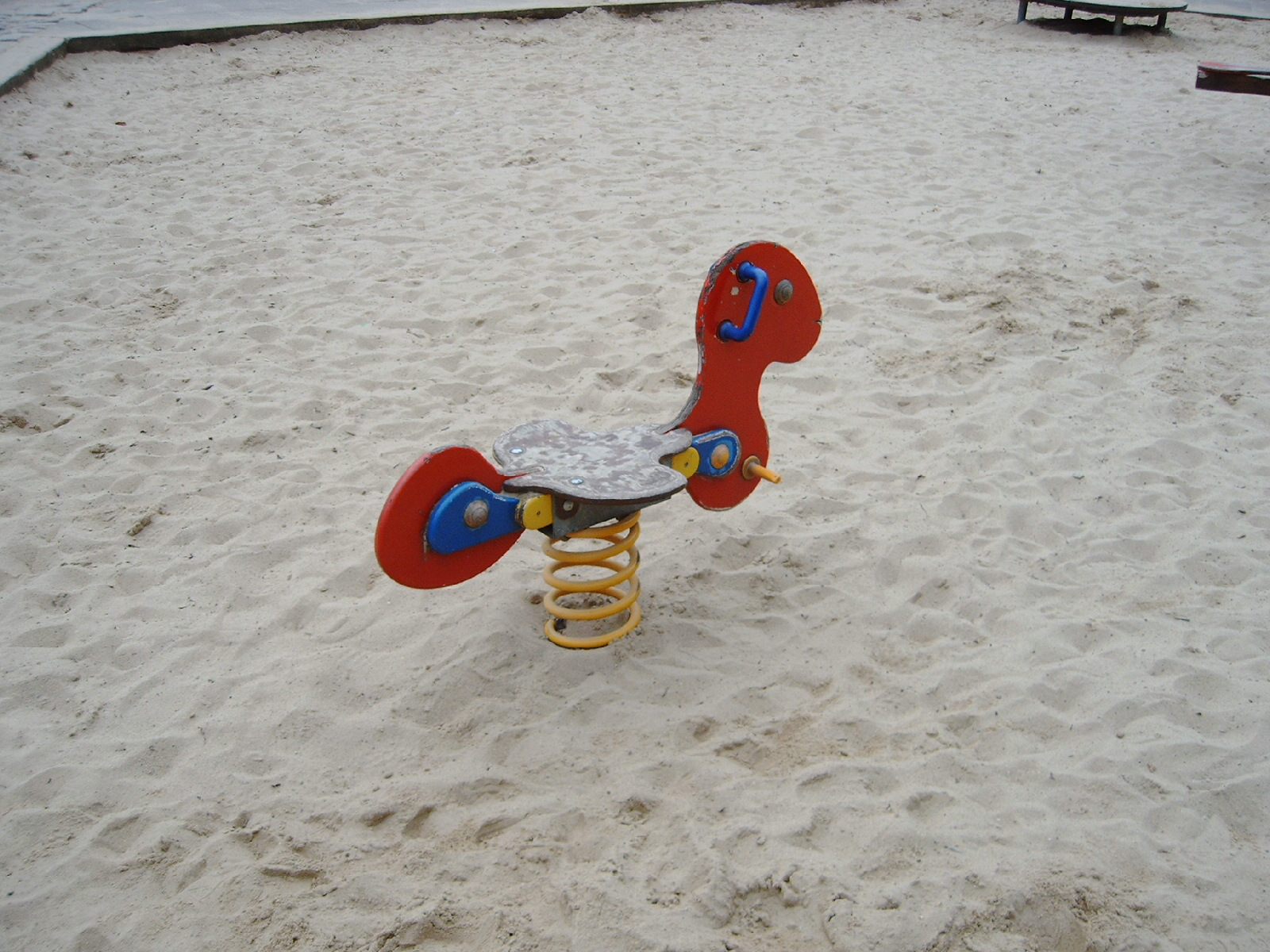
amb molla